# Clovia conifera
Clovia conifera är en insektsart som först beskrevs av Walker 1851.  Clovia conifera ingår i släktet Clovia och familjen spottstritar. Inga underarter finns listade i Catalogue of Life.